# تحصیل واری
تحصیل واری (به انگلیسی: Wari Tehsil) یک تحصیل در پاکستان است که در خیبر پختونخوا واقع شده‌است.